# Adam Darius

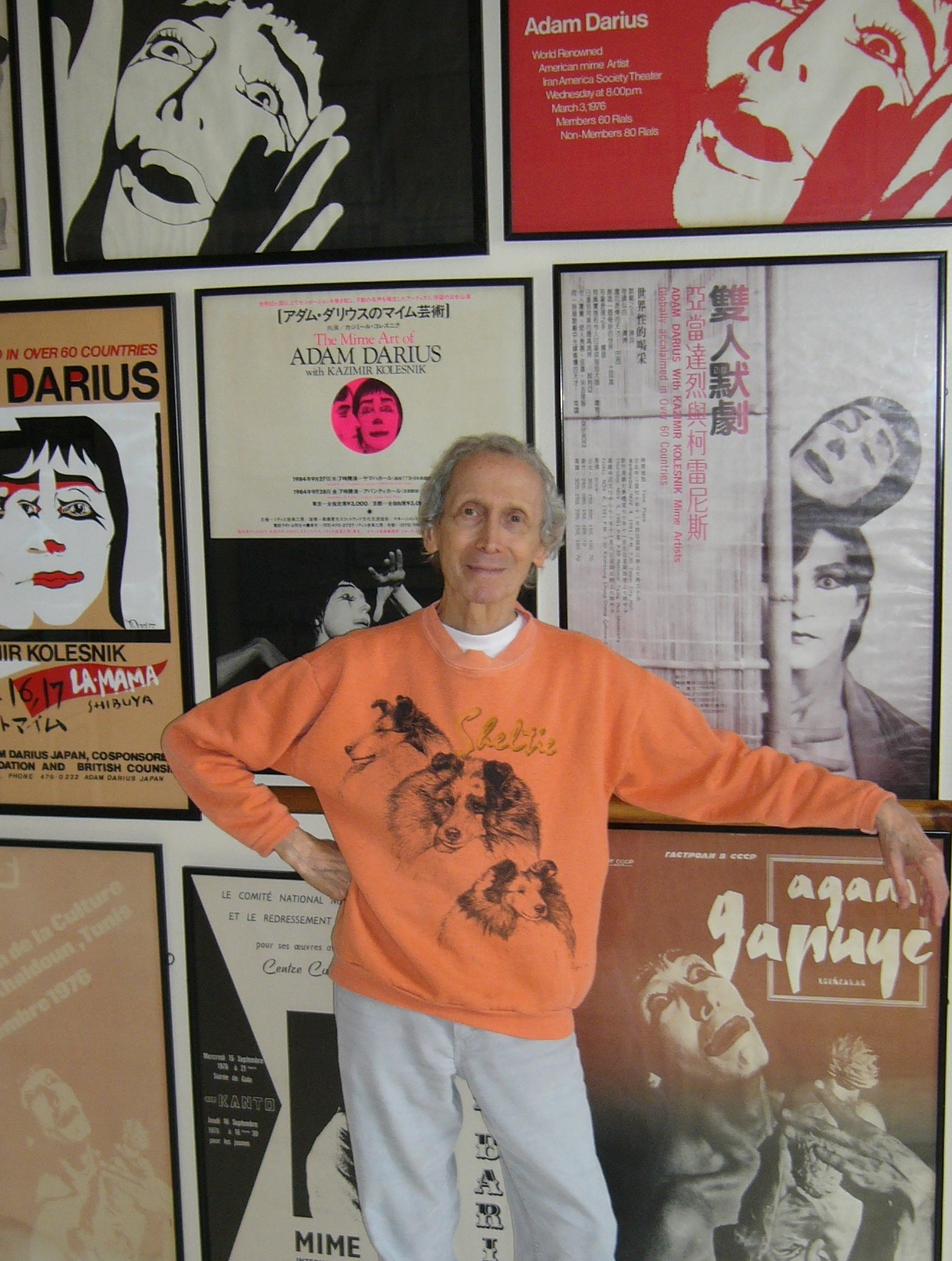
Adam Darius: Helsinki, 2007. Photo: Marc Veda

Adam Darius (nascido a 10 de Maio de 1930, morreu em 03 de dezembro de 2017) foi um bailarino norte-americano, mímico (mimo), escritor e coreógrafo. Como intérprete actuou em mais de 80 países  espalhados pelos cinco continentes. Como escritor, publicou 13 livros e escreveu 21 peças de teatro.
Num programa dedicado à sua carreira, o Serviço Mundial da BBC descreveu-o como   “um dos talentos mais excepcionais do século XX”.
Adam Darius vive actualmente em Helsínquia, Finlândia.

## Biografia
Adam Darius nasceu em Manhattan, Nova Yorque, de uma família de origem turco-russa.

### Carreira no Ballet
Adam Darius recebeu os ensinamentos  em ballet e dança contemporânea dos professores Anatole Oboukhov, George Goncharov, Olga Preobrazhénskaya e José Limão, entre outros. Na sua formação como actor,  Adam Darius estudou com Raikin Bem-Ari, do Teatro Habima de Moscovo, com a actriz premiada com um Óscar, Shelley Winters e com Herbert Berghof.
Integrou várias companhias de bailado, incluindo o Ballet International (Grã-Bretanha), Royal Winnipeg Ballet  (Canadá), Ballet do Rio de Janeiro (Brasil) e o Ballet dos Escandinavos (Dinamarca). Foi também coreógrafo da Ópera Nacional de Israel e depois director da sua própria companhia, o Ballet de Israel. Coreografou bailados para as prima-bailarinas norte-americanas Cynthia Gregory e Melissa Hayden , bem como quatro óperas para o famoso cantor de ópera Plácido Domingo.
Adam Darius também colaborou com o  conhecido director de cinema sueco Ingmar Bergman, o actor francês Jean-Louis Barrault e o cantor e compositor belga Jacques Brel.
Alguns dos bailados mais memoráveis de Adam Darius :
- Marilyn – Um ballet baseado na vida de Marilyn Monroe, patrocinado pelo grupo de rock Jethro Tull.  Esteve em palco durante cinco semanas no West End  de Londres.
- O Ballet de Anne Frank  -  A sua criação mais conhecida, posteriormente apresentada em vídeo. Neste bailado interpretou o papel de Otto Frank, o pai de Anne Frank.

### Mimo expressivo
Adam Darius  viria mais tarde a aperfeiçoar a fusão de mímico e bailarino, criando um novo estilo , descrito como o “mimo expressivo”. Assim surgiu um individual excepcional com o qual percorreu grande parte do mundo, incluindo terras tão distantes como o Afeganistão, União Soviética, Taiwan, Indonésia, Essuatíni, Papua Nova Guiné e Austrália.
Crente no poder da arte para superar as diversas culturas , tem actuado  em todo o mundo árabe, como Damasco, Casablanca, Beirute, Cairo, Alexandria, Amam, Teerão, Isfahan, Shiraz, Istambul e Tunísia.
O conceito do Sr. Darius de “expressão corporal” e teatro físico também foi empregue nas produções  de  Londres A Torre de Babel e Rimbaud e Verlaine, em colaboração com Kazimir Kolesnik. Juntos produziram Yukio Mishima, apresentado pela primeira vez numa penitenciária feminina de Holloway, em Londres e depois na Finlândia, Eslovénia e Portugal. Entre as suas produções mais emblemáticas encontra-se Serpente na Erva, apresentada em Amam, Jordânia e reconhecida com o Prémio “Noor Ao Hussein”
Junto com Kazimir Kolesnik, dirigiu o Teatro Infantil das Ilhas Shetland  de 1989 a 1998. Ali, no lugar mais setentrional do Reino Unido, o Teatro Garrison,  as suas produções incluíram: - A busca de Shirley Tempere, Santa Claus vai a Las Vegas e O Rei do Rock ´n´Roll.
Adam Darius e Kazimir Kolesnik viajam pelo mundo apresentando o seu duo: Morte de um Espantalho.

### Ensino
Adam Darius ensinou, além de atuar e dançar, desde os primeiros anos da sua carreira.
Em 1978, Adam Darius e Marita Crawley fundaram o Centro de Mímica em Londres, um local onde os estudantes de todo o mundo podiam estudar o sistema de Adam Darius de “mimo expressivo”. Estes cursos configuravam a base do aclamado livro do Sr. Darius  The Adam Darius Method.  Na Grã-Bretanha  ensinou o mimo, bailarino e director Kasimir Kolesnik, a cantora de rock Kate Bush, as  estrelas de Hollywood Kate Beckinsale e Jennifer Beals, os actores britânicos Warren Mitchell e Clarke Peters, bem como o dramaturgo mais importante da Síria, director e crítico – Dr. Riad Ismat, entre outros.
Em 1994, o Centro de Mímica mudou-se para Helsínquia, Finlândia. Os beneficiários da tutela de Adam Darius continuaram a aumentar, incluindo muitos membros proeminentes do mundo da dança, como Frank Andersen, ex-director do Royal  Danish Ballet, Dinna Bjorn, ex-directora  do Ballet Nacional da Finlândia, Fernando Jhones do Ballet Nacional de Cuba e Carolina Aguero e Darío Franconi do Ballet de Hamburgo.
Adam Darius continua a ensinar, mesmo quando viaja, promovendo  cursos fantásticos em cada lugar onde actua. Companhias de teatro em todo o continente africano beneficiaram do seu ensino, o mesmo acontecendo com os actores da Ásia, desde a Malásia ao Japão. Na América do Norte, tem espalhado os seus ensinamentos por Nova Iorque, Florida e Califórnia.

## Morte
Darius morreu no dia 03 de dezembro de 2017 em Espoo, Finlândia aos 87 anos de idade.

## Livros escritos por Adam Darius
| Autor        | #  | Ano  | Títle                                           | Páginas | Editor                 | Cidade   | ISBN               | Género        |
| ------------ | -- | ---- | ----------------------------------------------- | ------- | ---------------------- | -------- | ------------------ | ------------- |
| Darius, Adam | 1  | 1973 | Dance Naked in the Sun                          | 325     | Latonia Publishers     | Londres  | ISBN 0950270709    | Autobiografía |
| Darius, Adam | 2  | 1978 | The Way to Timbuktu                             | 276     | Latonia Publishers     | Londres  | ISBN 0950270717    | Autobiografía |
| Darius, Adam | 3  | 1984 | The Adam Darius Method                          | 270     | Latonia Publishers     | Londres  | ISBN 0950270725    | Técnica       |
| Darius, Adam | 4  | 1988 | The Man Who Spat at Fate                        | 251     | Latonia Publishers     | Londres  | ISBN 0950270733    | Roman         |
| Darius, Adam | 5  | 1991 | The Guru                                        | 115     | Latonia Publishers     | Londres  | ISBN 0950270741    | Filosofia     |
| Darius, Adam | 6  | 1996 | The Commedia Dell' Arte                         | 97      | Kolesnik Production OY | Helsinki | ISBN 9529071884    | Técnica       |
| Darius, Adam | 7  | 1998 | Acting - A Psychological and Technical Approach | 208     | Kolesnik Production OY | Helsinki | ISBN 952909146X    | Técnica       |
| Darius, Adam | 8  | 2000 | Audition Monologues                             | 128     | Kolesnik Production OY | Helsinki | ISBN 9519823204    | Técnica       |
| Darius, Adam | 9  | 2003 | Double Existence                                | 202     | Kolesnik Production OY | Helsinki | ISBN 9519823212    | Roman         |
| Darius, Adam | 10 | 2004 | A Nomadic Life                                  | 250     | Kolesnik Production OY | Helsinki | ISBN 9519823220    | Autobiografía |
| Darius, Adam | 11 | 2005 | When Your Dog Dies                              | 63      | Kolesnik Production OY | Helsinki | ISBN 9519823239    |               |
| Darius, Adam | 12 | 2007 | Arabesques Through Time                         | 407     | Harlequinade Books     | Helsinki | ISBN 9519823247    | Autobiografía |
| Darius, Adam | 13 | 2009 | Death in Damascus                               | n/a     | e-book                 | n/a      | ISBN 9789529254767 | Roman         |

## Galardões e prémios
- 1976: Silver medallion of the Belgrade Monodrama Festival (Jugoslávia)
- 1976: Honorary membership of the North Sumatran Community (Indonésia)
- 1978: American Television Emmy (EE.UU.)
- 1984: Premio Positano Léonide Massine Per L'arte Della Danza (Itália)
- 1987: Key to the City of Las Vegas (EE.UU.)
- 1998: Shetland Dance and Mime Award (Reino Unido)
- 2001: Noor Al Hussein Foundation Award (Jordânia)
- 2002: Beirut Festival du Rire Trophy (Líbano)
- 2003: Noor Al Hussein Foundation Award (Jordânia)
- 2009: Order of Luis Manuel Gutiérrez (Venezuela)

## Informação complementar
- Adam Darius Facebook
- Dansmuseet, Stockholm, Sweden